# タンジャーヴール・マラーター王国

タンジャーヴール・マラーター王国
तंजावूर मराठा साम्राज्य
Thanjavur Maratha kingdom

タンジャーヴール・マラーター（タンジャーヴール・マラーターおうこく、マラーティー語：तंजावूर मराठा साम्राज्य, タミル語：தஞ்சாவூர் மராத்திய இராச்சியம், 英語：Thanjavur Maratha kingdom）は、南インドのタミル地方に存在したヒンドゥー王朝（1675年/1676年 - 1855年）。首都はタンジャーヴール。マラーター王国の始祖シヴァージーの弟ヴィヤンコージーが建国した王国である。

## 歴史

### 成立

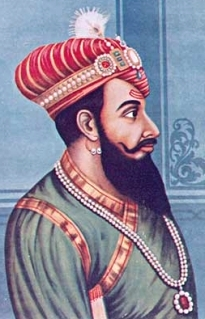
ヴィヤンコージー

1673年9月、タンジャーヴール・ナーヤカ朝がマドゥライ・ナーヤカ朝に滅ぼされたのち、マドゥライ・ナーヤカ朝は王弟アラギリ・ナーヤカに統治させたが、タンジャーヴール・ナーヤカ朝の一族チェンガマラ・ダーサの反抗を受けた。
1675年、チェンガマラ・ダーサがビジャープル王国に援助を求め、ビジャープル王国の宮廷は援軍の派遣を派遣を決め、バンガロールのヴィヤンコージーに出兵を要請した。
同年あるいは1676年1月12日、ヴィヤンコージーはアラギリ・ナーヤカを破り、タンジャーヴールを占拠したが、ビジャープル王国に命じられていたにもかかわらず、チェンガマラ・ダースを王位につけず、自らがタンジャーヴールのラージャ（王）だと宣言した。その理由としては、ヴャンコージーがチェンガマラ・ダーサに戦費を要求した際、それを拒否したからだという。
ここに、ヴィヤンコージーを祖とした南インドのマラーター国家であるタンジャーヴール・マラーター王国が成立した。

### 王国の苦難

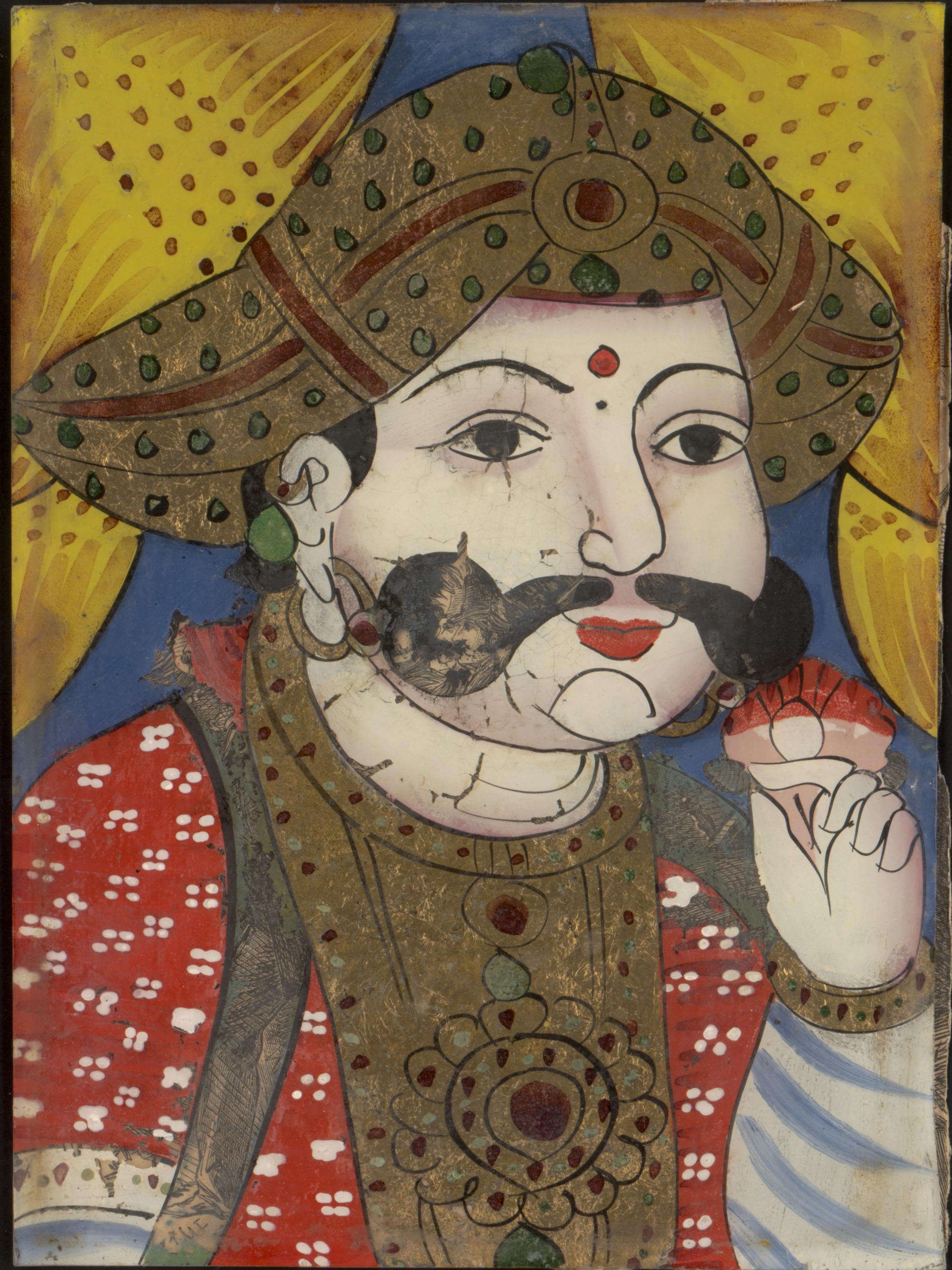
サラボージー

1684年あるいは1685年、ヴャンコージーの死後（あるいは退位後）、シャーフージーがその王位を継承した。
シャーフージーの治世、1686年に名目上の忠誠を誓っていたビジャープル王国がムガル帝国に滅ぼされた。また、1689年にマラーター王サンバージーが殺害されると、弟のラージャーラームはシェンジへと逃げた。
1687年、ムガル帝国にバンガロール一帯を奪われ、のちにこの地はマイソール王国にジャーギール（封土）として与えられた。とはいえ、1698年、ムガル軍がシェンジを落とし、デカンへと主力が戻ると、シャーフージーは領土の奪還に成功した。
1712年、弟のサラボージーが王位を継承したのち、かねてからのマドゥライ・ナーヤカ朝やラームナードゥのパーライヤッカーラルとの領土争いは激しくなり、マラヴァ継承戦争が勃発するとこれに介入した。
その弟トゥッコージーの治世、パーライヤッカーラルの反乱やカルナータカ太守に脅かされていたマドゥライ・ナーヤカ朝の女王ミーナークシの援助を行った。だが、1736年にチャンダー・サーヒブはもう一度マドゥライ・ナーヤカ朝の領土に侵攻し、その首都ティルチラーパッリは落とされ、王朝は滅ぼされてしまった。

### 王国の混乱と首都の占拠
1736年、トゥッコージーが死亡し、その息子ヴィヤンコージー2世が王位を継承すると、王国の政権は権臣のサイイドに握られた。
1738年、サイイドはヴィヤンコージー2世の妃であり女王スージャナ・バーイー
を廃し、サラボージーの息子シャーフージー2世を王とした。
さて、マドゥライ・ナーヤカ朝がカルナータカ太守に滅ぼされたのち、タンジャーヴール・マラーター王国への攻撃は激しさを増すようになっていった。シャーフージー2世はそのため、ナーガパッティナムのオランダ東インド会社やセント・デーヴィッド要塞のイギリス東インド会社に接近して助力を求めたが、失敗に終わった。
1739年、これがカルナータカ太守の娘婿チャンダー・サーヒブの知る所となり、タンジャーヴールは侵攻された。シャーフージー2世はマラーター王国に救援の手紙書いたが間に合わず、首都タンジャーヴールは落とされ、彼は廃位された。

### 諸勢力の動向とカーナティック戦争における王国

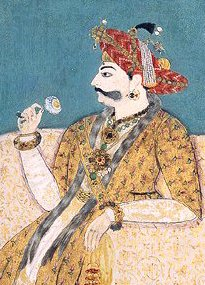
プラタープ・シング

首都占領後、ヴィヤンコージー2世の弟であるプラタープ・シング新たな王となった。彼は権臣サイイドを殺害し、1740年には先王の要請でやって来た援軍とともにカルナータカ太守の軍勢を駆逐した。
だが、1743年にニザーム王国の軍勢が南インドに遠征で侵入し、8月にティルチラーパッリを落とすと（ティルチラーパッリ包囲戦）、タンジャーヴール・マラーター王国はその従属下に置かれ、貢納を払わざる得なくなった。
1748年以降、カルナータカ地方政権とニザーム王国の継承問題により、第二次カーナティック戦争が勃発したが、プラタープ・シングはイギリス側のムハンマド・アリー・ハーンとナーシル・ジャングに味方した。
1751年6月12日、プラタープ・シングはイギリスの依頼により、タンジャーヴールに逃げていたチャンダー・サーヒブを処刑した。
1758年、第三次カーナティック戦争が勃発すると、フランスがタンジャーヴールに向けて進軍したため、プラタープ・シングはイギリスに味方し、イギリスの小隊とともにフランス軍に散発的な攻撃を行った。

### カルナータカ太守による併合とマイソール戦争による災禍

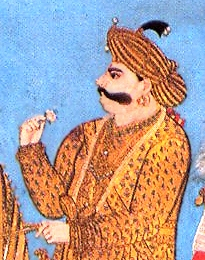
トゥラジャージー2世

1763年12月16日、プラタープ・シングは死亡し、息子のトゥラジャージー2世が王位を継承した。
だが、カルナータカ太守ムハンマド・アリー・ハーンはカーナティック戦争の負債から、タンジャーヴール領を狙うようになった。
1773年、ムハンマド・アリー・ハーンは財政難のため、マドラスのイギリス東インド会社職員らの援助を得て、タンジャーヴール・マラーター王国を併合するために侵略した。これにより、同年9月17日に王国は併合され、彼と家族は投獄された（タンジャーヴール包囲戦）
だが、イギリス東インド会社内からこの併合に関して批判が高まったことから、1776年4月11日にタンジャーヴール・マラーター王国はイギリスによって復活し、トゥラジャージー2世は復位した。なお、彼は復位の条件として、軍を解散したうえで、イギリス軍が領土に駐留することを認めることを承認させられた。
1780年、マイソール王国とイギリスとの間に第二次マイソール戦争が勃発すると、マイソール側のハイダル・アリーはしばしばタンジャーヴールの領土に侵攻した。
結局、トゥラジャージー2世はハイダル・アリーに忠誠を誓ったが、マイソール軍に王国の領土を略奪、破壊され、大勢の人々が連行された。1784年だけで、ティプー・スルターンによってタンジャーヴールから2万人の子供が連行された、と当時の宣教師クリスチャン・フリードリヒ・シュバルツは語っている。
マイソールから受けたタンジャーヴールの被害は甚大で、1782年までに王国の経済生産高は1780年の段階に比べて9割減に落ち込んだとされる。この襲撃はハイダラカラム（Hyderakalam）という動揺で語り継がれ、その復興は19世紀になるまでままならなかったという。

### 王国の藩王国化とイギリスによる併合

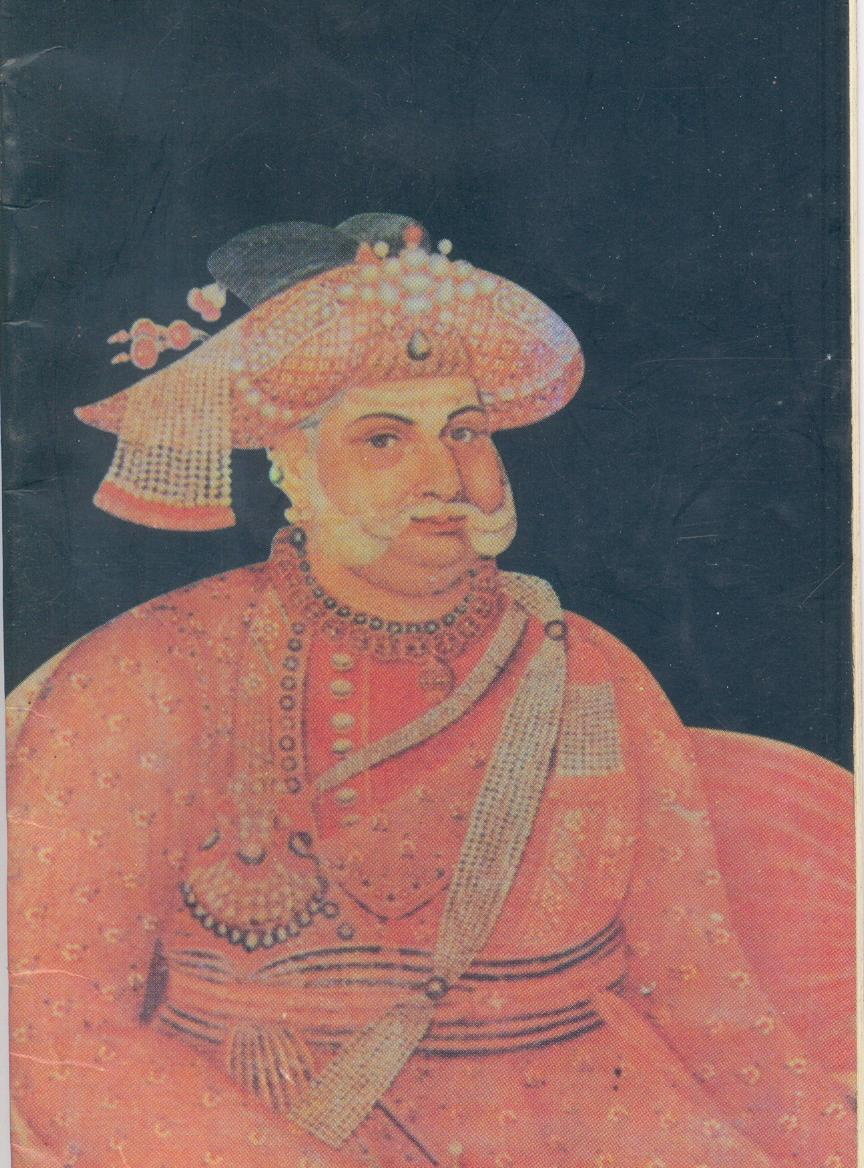
サラボージー2世

1787年、トゥラジャージー2世の死後、その養子であるサラボージー2世が王位を継承し、先王の弟アマル・シングがその摂政となった。
1792年7月12日、アマル・シングはイギリスと軍事保護条約を結び、イギリス軍の駐留費用の負担、外交権の放棄などを定められ、実質的に保護下に置かれることとなった（タンジャーヴール藩王国）。また、翌年に彼はイギリスのマドラス政庁から正式な王と認められた。
1798年、サラボージー2世が王位を主張したことから問題が発生し、同年6月29日にアマル・シングは退位し、サラボージー2世が復位した。
サラボージー2世の治世はイギリスの保護下の下、長く平和が続き、マイソール戦争の戦禍は徐々に回復していった。また、その治世はタンジャーヴールを中心とした地域で文化が非常に発展した時代でもあった。
1855年10月29日、サラボージー2世の息子シヴァージーは息子なくして死亡し、タンジャーヴール藩王国は「失権の原理」により、イギリス領へと併合された。

## 内政・統治

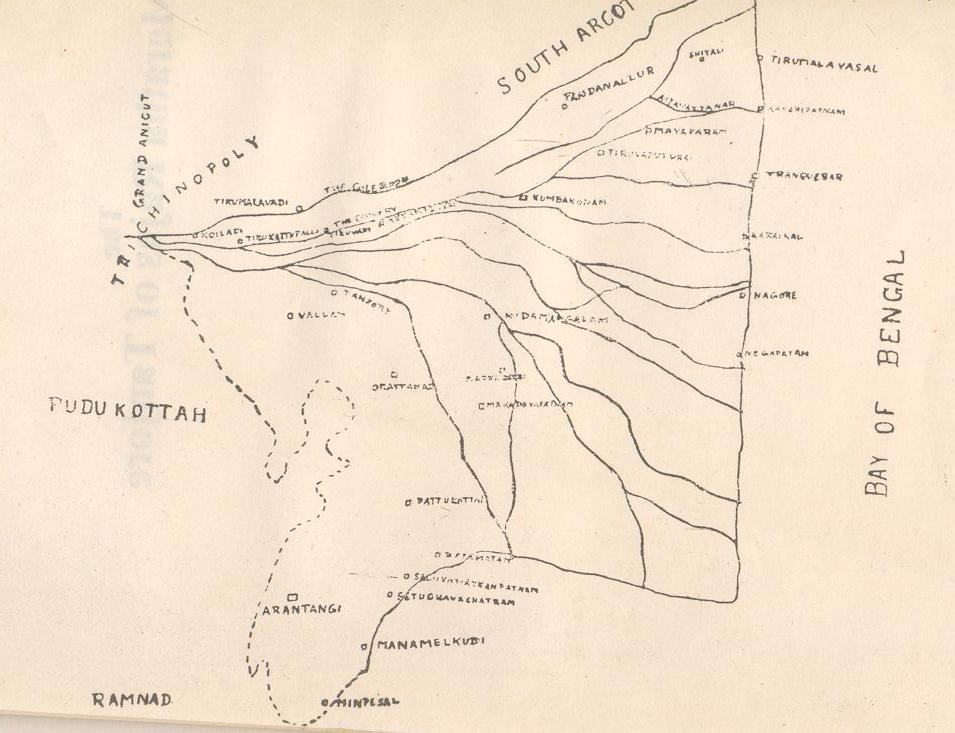
王国の地図

タンジャーヴール・マラーター王国の君主らは宗教に関しては非常に寛容で、官職においても差別することは無かった。彼らはナゴールのシャイフ・シャフル・ハミードの聖廟を保護していた。
また、王は統治にあたり、数名の大臣や顧問などによって補佐されながら統治した。その役職にはマントリ、ダラヴァーイー、プラダーニー、ディーワーンなどがあった。ダラヴァーイーは軍総司令官の役職でもある。
国家はいくつかの州（スーバ）およびその他行政区画によって分けられ、これらの州は5つあった。

## 文化

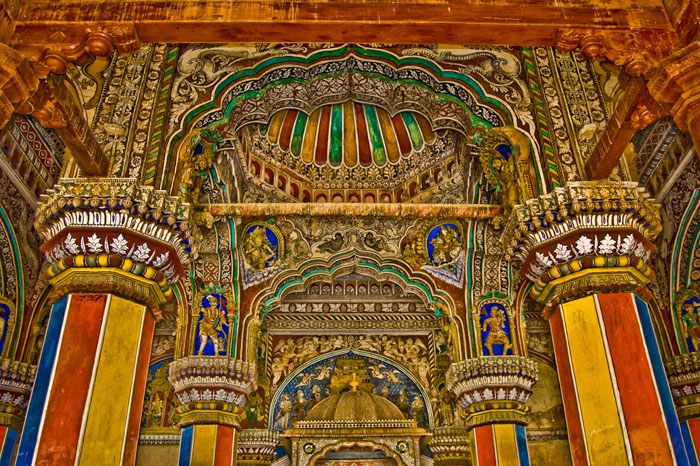
タンジャーヴール・マラーター宮殿、ダルバール・ホール

初代ヴィヤンコージーをはじめ歴代の王はタミル語、テルグ語、サンスクリット語などの文学を非常に愛したことでも知られている。彼らはこういった言語の楽曲もこよなく愛し、ときには自ら作成することもあった。
また、18世紀を通して、王の保護のもとにさまざまな文学作品が作られ、文化に関しては南インドにおける文化の集積地でもあった。
これらは特に19世紀、サラボージー2世とその息子シヴァージーの治世に栄え、彼らは数多くの文芸作品を自ら残した。サラボージー2世はサラスヴァティー・マハル図書館の大規模増築を行い、彼の所持する膨大な図書や原稿を納めた。
また、サラボージー2世はインドの諸語のみならず、英語やフランス語、ラテン語など、外国の文化も非常に愛したことで知られている。

## 歴代君主
- ヴィヤンコージー（在位：1675年 - 1684年）
- シャーフージー（在位：1684年 - 1712年）
- サラボージー（在位：1712年 - 1728年）
- トゥッコージー（在位：1728年 - 1736年）
- ヴィヤンコージー2世（在位：1736年 - 1737年）
- スージャナ・バーイー（在位：1737年 - 1738年）
- シャーフージー2世（在位：1738年 - 1739年）
- プラタープ・シング（在位：1739年 - 1763年）
- トゥラジャージー2世（在位：1763年 - 1787年）
- サラボージー2世（在位：1787年 - 1793年）
- アマル・シング（在位：1793年 - 1798年）
- サラボージー2世（在位：1798年 - 1832年、復位）
- シヴァージー（在位：1832年 - 1855年）